# Smithia venkobarowii
Smithia venkobarowii är en ärtväxtart som beskrevs av James Sykes Gamble. Smithia venkobarowii ingår i släktet Smithia och familjen ärtväxter. Inga underarter finns listade i Catalogue of Life.